# Tampa (Flórida)
Tampa é uma cidade localizada na costa oeste do estado estadounidense da Flórida, no condado de Hillsborough, do qual é sede. Foi fundada em 1823 e incorporada em 1855.
É a maior cidade da área da baía de Tampa (Tampa-St. Petersburg-Clearwater), na qual vivem aproximadamente 3,2 milhões de habitantes. Com quase 385 mil habitantes, de acordo com o censo nacional de 2020, é a terceira cidade mais populosa do estado e a 52ª mais populosa do país.

## Geografia
De acordo com o Departamento do Censo dos Estados Unidos, a cidade tem uma área de 455,4 km², dos quais 295,3 km² estão cobertos por terra e 160,1 km² (35,2%) por água.

## Demografia

### Censo 2020
De acordo com o censo nacional de 2020, a sua população é de 384 959 habitantes e sua densidade populacional é de 1 303,6 hab/km². Seu crescimento populacional na última década foi de 14,7%, próximo do crescimento estadual de 14,6%. É a terceira cidade mais populosa da Flórida e a 52ª mais populosa dos Estados Unidos, subindo três posições em relação ao censo anterior.

### Censo 2010
Segundo o censo nacional de 2010, a sua população era de 335 709 habitantes e sua densidade populacional de 1 136,8 hab/km². Era a 55ª cidade mais populosa dos Estados Unidos. Possuía 157 130 residências que resultava em uma densidade de 534,9 residências/km².

## Esportes

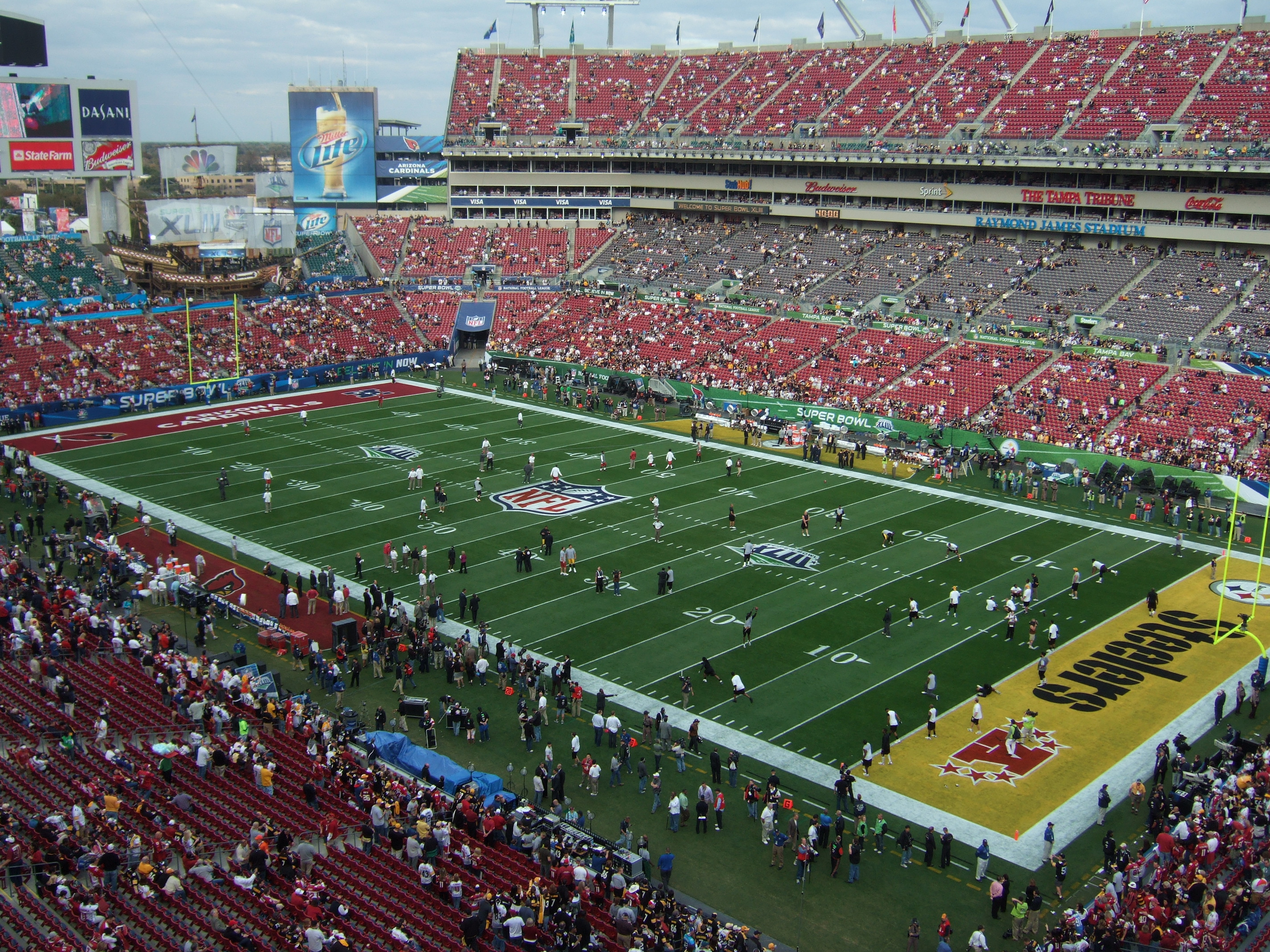
Raymond James Stadium, casa do Tampa Bay Buccaneers

A cidade é sede do Tampa Bay Buccaneers, time de Futebol Americano da NFL, e da equipe de hóquei no gelo Tampa Bay Lightning da NHL. O time de beisebol Tampa Bay Rays, que joga a MLB, é sediado na vizinha St. Petersburg. Também é sede do time de futebol americano indoor Tampa Bay Storm, da AFL, e do time de futebol da NASL Tampa Bay Rowdies. Por 5 anos a cidade também hospedou uma equipe da MLS, o Tampa Bay Mutiny.
Tampa sediou quatro vezes o Super Bowl, a final da NFL, em 1984, 1991, 2001, e 2009. As duas primeiras foram no já demolido Tampa Stadium, enquanto as edições mais recentes foram no atual estádio do Buccaneers, o Raymond James Stadium.

## Geminações
- Asdode, Distrito Sul, Israel
- Agrigento, Sicília, Itália
- Barranquilla, Atlántico, Colômbia
- Konak, Esmirna, Turquia
- Le Havre, Sena Marítimo, França
- Oviedo, Astúrias, Espanha
- Boca del Río, Veracruz, México[12]
- Veracruz, Veracruz, México[13]
- Córdova, Córdova, Argentina[14]
- Granada, Granada, Nicarágua[15]
- Jiaxing, Zhejiang, República Popular da China[16]